# The Voice of Italy 2 - The Best of Blind Auditions
The Voice of Italy - The Best of Blind Auditions è la prima compilation pubblicata nel corso della seconda edizione di The Voice of Italy.
È stata messa in commercio il 10 aprile 2014 dalla Universal Music e contiene 12 cover eseguite durante la fase delle Blind Auditions del programma.

## Tracce
1. Giacomo Voli – Rock and Roll – 1:54 – Team Pelù
2. Suor Cristina Scuccia – No One – 1:43 – Team J-Ax
3. Claudia Megrè – Wish You Were Here – 1:56 – Team Pelù
4. Esther Oluloro – Stay – 1:37 – Team Pelù
5. Daniele Blaquier – 7 e 40 – 1:49 – Team Noemi
6. Gianna Chillà – Kozmic Blues – 1:38 – Team Noemi
7. Stefano Corona – Feeling Good – 1:59 – Team Noemi
8. Daria Biancardi – I Have Nothing – 2:05 – Team Pelù
9. Francesco Marotta – Cough Syrup – 1:41 – Team Carrà
10. Giulia Dagani – Jungle Drum – 1:47 – Team J-Ax
11. Tommaso Pini – Summertime Sadness – 1:50 – Team Carrà
12. Valerio Jovine – Like a Virgin – 1:45 – Team J-Ax

Durata totale: 21:44

## Classifiche
| Classifica (2014) | Posizione massima |
| ----------------- | ----------------- |
| Italia            | 22                |